# Lucien Pichon
Pour les articles homonymes, voir Pichon.
 (septembre 2018).
Lucien Pichon nait, à Saint-Ouen dans la Seine, en 1883. En 1922, lors du congrès fondateur de la CGTU, il est élu à la Commission exécutive. Il meurt en 1958.

## Biographie
- 1917 : il est prisonnier en Allemagne.
- 1919 : il est élu conseiller municipal de Suresnes, où il réside.
- 1922 : il est élu à la Commission exécutive de la CGTU à son congrès fondateur de Saint-Étienne. Parmi ses responsabilités, l'animation de la commission du théâtre confédéral de la Grange-aux-Belles.
- 1923 : il participe au bureau du Comité d'assistance au peuple russe.
- 1924 : il devient conseiller prud'homme de la Seine, dans la section des Métaux et industries diverses.
- 1925 : il gère l'Eveil des locataires, journal de la Fédération des locataires de la Région parisienne.
- 1926 : il devient secrétaire adjoint de la Fédération des locataires de la Région parisienne. Lors de la réunification de cette Fédération avec la Fédération des locataires de la Seine, au congrès de Mulhouse, il fait partie de la nouvelle commission exécutive
- 1930 : au congrès de la CGTU, il se situe dans l'opposition trotskyste.